# 1913 en Grèce
Chronologie de la Grèce
- 1909
- 1910
- 1911
- 1912
- 1913
- 1914
- 1915
- 1916
- 1917

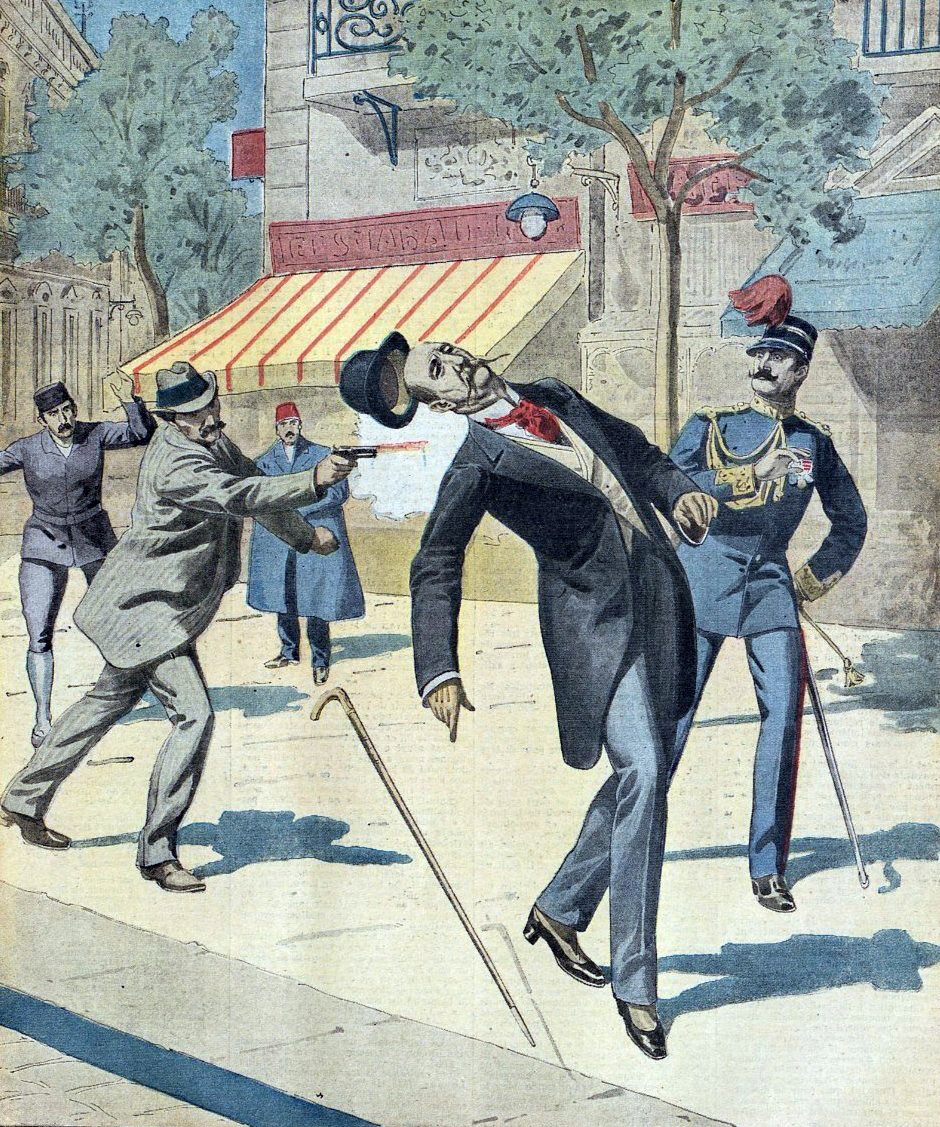
Assassinat du roi Georges Ier, à Thessalonique (18 mars 1913).

Cette page concerne les évènements survenus en 1913 en Grèce  :

## Évènements
- Poursuite de la mission militaire française en Grèce pour réorganiser l'armée hellénique (1911-1914).
- Poursuite de la partition de l'Albanie (en) (1912-1913)
- 18 mars : Assassinat du roi Georges Ier.
- Première guerre balkanique, fin en mai 1913 :
  - 18 janvier : Bataille de Lemnos
  - 4-6 mars : Bataille de Bizani
- 1er juin : Traité de Thessalonique, entre la Grèce et la Serbie.
- Deuxième guerre balkanique (16 juin au 18 juillet) :
  - 19-21 juin : Bataille de Kilkís
  - 23 juin : Bataille de Doiran
  - 22-31 juillet : Bataille de Krésna
  - 10 août : Traité de Bucarest qui met fin à la Deuxième guerre balkanique

## Création
- Croix de la Vaillance
- Ethnos (journal) (en)
- Création des unités militaires : 
  - Régiment 2/39 d'Evzones (en),
  - Régiment 3/40 d'Evzones (en),
  - Régiment 5/42 d'Evzones (en).
  - 7e régiment d'infanterie (en).
  - 8e division d'infanterie (en).
  - 9e brigade et 9e division d'infanterie (en).
  - 10e brigade mécanisée d'infanterie (en).
  - 11e division d'infanterie (en).
  - 13e division d'infanterie (en).
  - 13e commando d'opérations spéciales
  - 14e division d'infanterie (en).
  - 29e brigade mécanisée d'infanterie (en).
  - 34e brigade mécanisée d'infanterie (en).
  - 1er corps d'armée
  - IIe corps d'armée
  - 3e corps d'armée (en).
  - 4e corps d'armée (en).
  - 5e corps d'armée.
- Villa Bianca

## Naissance
- Catherine de Grèce,  princesse de Grèce et de Danemark.
- Mímis Fotópoulos, acteur.
- Vassílis Goulandrís (en), armateur et collectionneur d'art.
- Lámbros Konstandáras, acteur.
- Alékos Sakellários, scénariste, réalisateur, acteur et producteur.
- Séraphin Ier d'Athènes, primat de l'Église orthodoxe de Grèce.
- Danái Stratigopoúlou, chanteuse, écrivaine et universitaire.
- Ioánnis Zígdis, personnalité politique.

## Décès
- Konstantínos Mános, poète, sportif et personnalité politique.
- Stefanos Martzokis (el), poète.
- Aléxandros Schinás, anarchiste et assassin du roi George Ier.
- Konstantínos Tsiklitíras, athlète (saut sans élan)